# وارن، ات گرن
ورنس، هوت گرن (به فرانسوی: Varennes, Haute-Garonne) یک کامین در فرانسه است که در Canton of Montgiscard واقع شده‌است.

## خصوصیات
ورنس ۴٫۶۱ کیلومترمربع مساحت و ۲۵۳ نفر جمعیت دارد.